# یسکان تپه ۱
یسکان تپه ۱ مربوط به دوران‌های تاریخی پس از اسلام است و در شهرستان آبیک، روستای قره قباد واقع شده و این اثر در تاریخ ۱۲ بهمن ۱۳۸۱ با شمارهٔ ثبت ۷۴۴۶ به‌عنوان یکی از آثار ملی ایران به ثبت رسیده است.